# Цыгуров, Дмитрий Геннадьевич
Дмитрий Геннадьевич Цыгуров (18 марта 1967 года, Челябинск, РСФСР, СССР) — советский хоккеист, защитник. Привлекался в молодёжную сборную СССР.

## Биография
Старший сын хоккеиста и хоккейного тренера Геннадия Цыгурова, брат Дениса Цыгурова. В высшей лиге СССР выступал за челябинский «Трактор», в первой лиге СССР — за СК им. Урицкого (Казань) и СКА Свердловск; после играл в Югославии за «Црвену Звезду», за клубы «Комо» и «Девилз Милано» из Италии, швейцарские клубы «Амбри-Пиотта» и «Люцерн». Чемпион Югославии (1991/92). В сезоне 2007/08 провёл 4 встречи в составе клуба Biasca 3 Valli из 4-й по значимости швейцарской лиги.
Участник знаменитой драки в матче молодёжного чемпионата мира 1987 между сборными СССР и Канады.
Тренер в системе «Лугано».
С сезона 2022/2023 главный тренер женской команды хоккейного клуба «Амбри-Пиотта».